# Eresia pella
Eresia pella är en fjärilsart som beskrevs av William Chapman Hewitson 1852. Eresia pella ingår i släktet Eresia och familjen praktfjärilar. Inga underarter finns listade i Catalogue of Life.